# Randy Samuel
Randy Samuel (Point Fortin, 23 dicembre 1963) è un ex calciatore canadese, di ruolo difensore.